# Ponętów
Ponętów – jedna z węzłowych stacji kolejowych na magistrali węglowej w Ponętowie Górnym Pierwszym (powiat kolski), powstała przy skrzyżowaniu z linią kolejową nr 3 Poznań – Kutno – Warszawa. Znajduje się na niej duża liczba torów stacyjnych. Możliwość dojazdu do międzynarodowej linii kolejowej E20 Berlin – Moskwa.

## Ruch pociągów
Obecnie kursują tu wyłącznie pociągi towarowe.